# Плахтій Максим Олександрович
Плахтій Максим Олександрович (нар. 4 липня 1979, Київ, УРСР) — підприємець, інвестор. Засновник компанії Karabas.com — онлайн-реалізатора квитків на концертно-видовищні заходи. Власник ТОВ Front Manager, голова Української асоціації організаторів видовищних заходів. Головний координатор проекту «IT-намет» на Євромайдані.

## Освіта
- 1996 — закінчив 59 гимназію ім. Бойченка (Київ).
- 2001 — закінчив Київський економічний університет, спеціальність «економічна кібернетика».
- У червні  2005 року захистив ступінь кандидата економічних наук зі спеціальності «Економіко-математичне моделювання». Кандидат економічних наук.[1]
- Сертифікований аудитор якості Європейської асоціації якості (ISO 9001)

## Трудова діяльність
- З червня 2012 року обраний Головою Української асоціації організаторів видовищних заходів
- З березня 2010 року — директор ТОВ «Фронт.менеджер» (розробка програмного забезпечення)
- З червня 2009 року по березень 2013 року –директор ТОВ «Сертифікаційний центр «Стандарт».
- З вересня 2007 року — доцент кафедри захисту інформації Державного університету інформаційно-комунікаційних технологій, дисципліни «Інформаційна безпека» та «Захист комерційної таємниці»

## Бізнес та кар'єра
Після закінчення вишу Плахтій керував розробками у сфері IT. В 2010 році заснував квиткову агенцію «Карабас».
У 2012 році разом з Міністерством культури за керівництвом Плахтія започатковано проект автоматизації театрів України на базі ПЗ «Фронтменеджер».
З вересня 2012 року по лютий 2013 — реалізував систему продажу квитків на Універсіаді 2013 в Казані на базі ПЗ «Фронтменеджер».
З червня 2012 року — голова Української асоціації організаторів видовищних заходів.
Як фахівець з інформаційної безпеки та захисту комерційної таємниці співпрацював з Коаліцією виконавців та продюсерів України щодо питань запобігання піратства, в тому числі в мережі Інтернет. Брав участь в розробці проекту закону про управління колективними правами.
З жовтня 2015 року Радник ректора з розвитку наукового парку "КПІ".

## Громадська діяльність
- Під час революції Гідності 2014 року — головний координатор проекту «IT-намет» на Майдані[2].
- З грудня 2014 року член української асоціації інвесторів «UVCA»
- З лютого 2014 року член Громадської ради при Державній службі інтелектуальної власності України

## Хобі
Спорт, театр, музика, шахи.